# 중화민국 유신정부
중화민국 유신정부(중국어 간체자: Zhōnghuá Mínguó Wéixīn Zhèngfǔ 또는 일본어: ちゅうかみんこくいしんせいふ 추우카민코쿠이신세이후)는 중일 전쟁 중이던 1938년부터 1940년까지 존재한 일본 제국의 괴뢰 국가 형태의 중국의 임시 정부이다.

## 역사
난징 전투에서 일본군이 승리하여 1938년 중국 국민당군이 후퇴하고 일본이 점령한 이후, 일본 대본영은 일본이 점령하고 있는 중난과 중국 남부에 대해서 적어도 명목상 지역 정부가 자치하는 부역 정권의 창설을 승인했다. 화베이 지역은 이미 1937년 12월 중화민국 임시정부라는 괴뢰국이 통치하기 시작했다.
중화민국 유신정부는 1938년 3월 28일 량훙즈(梁鴻志)가 행정원장이 되어 장쑤성, 저장성, 안후이성 및 난징과 상하이 지역을 명목상 통치했다. 이 활동은 일본 지나 파견군(支那派遣軍)의 고문을 통해 신중하게 진행되었다. 그러나 일본군은 유신정부에게 실질적인 권한을 주지 않아 현지 주민들의 불신을 초래하였으며, 제한적인 선전 용도로서 사용되었다.
중화민국 유신정부는 1940년 3월 30일 난징을 수도로 하는 왕징웨이 정권에 중화민국 임시정부와 함께 병합되었다.